# Fred Mennens
Fred Mennens (Amsterdam, 20 juni 1949) is een Nederlandse beeldhouwer.

## Leven en werk
Beelden van hem zijn onder andere geplaatst in Groningen, Hoogezand, Onderdendam, Uithuizermeeden en Veenhuizen. Mennens maakt ook werken in samenwerking met andere kunstenaars, zoals Henk Vos en Gon Wetzels.
Naast zijn werk als beeldend kunstenaar, is Mennens actief op het gebied van interieurdesign. Hiervoor maakt hij onder andere meubels met terrazzo.

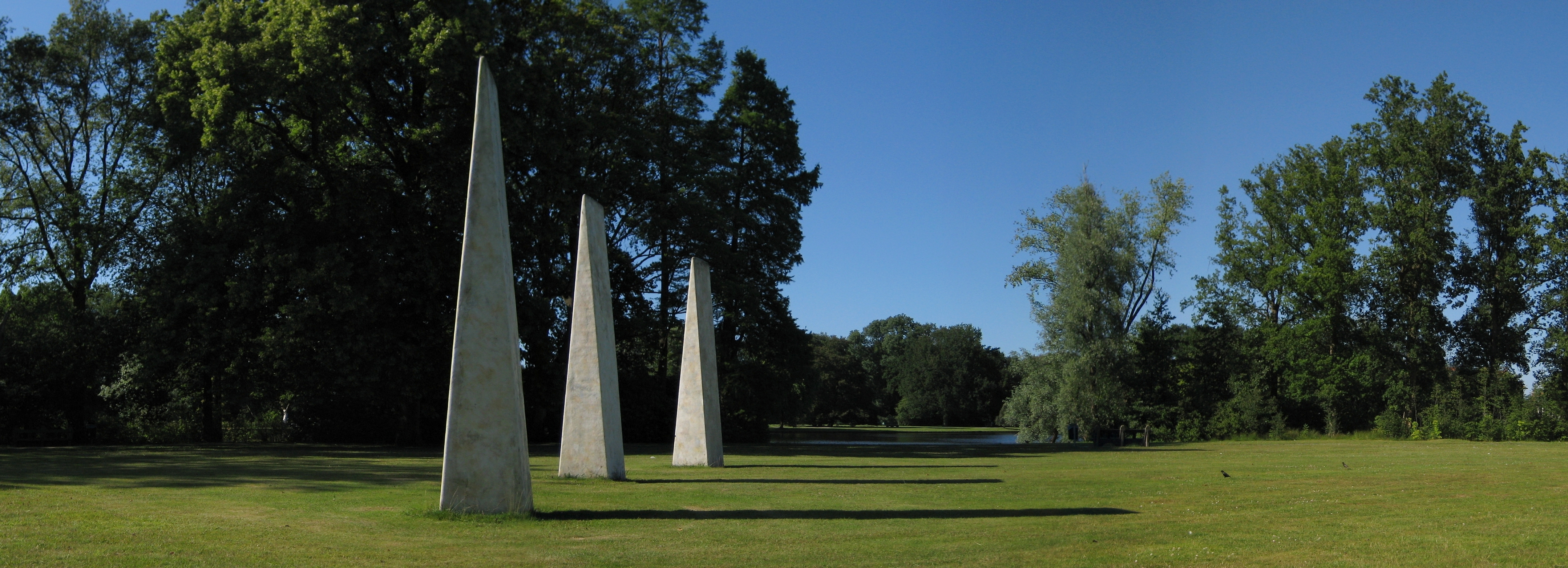
Drie wiggen (1984), Stadspark, Groningen